# Желнин, Георгий Александрович
Гео́ргий Алекса́ндрович Желни́н (28 октября 1910, Санкт-Петербург, Российская империя  — 21 декабря 1985, Тарту,Эстонская ССР) — советский учёный-геодезист, заслуженный деятель науки Эстонской ССР.

## Биография
Родился 28 октября 1910 года в Санкт-Петербурге. По национальности русский. Отец — Александр Александрович Желнин. Мать — Валентина Арсеньевна Ушакова. Дед Георгия, Александр Тимофеевич Желнин, был офицером лейб-гвардии, бабушка — Екатерина Адамовна Желнина (в девичестве Виллемсон), уроженка города Валка, в их семье было шесть сыновей и дочь. Семья Александра Тимофеевича Желнина проживала в Петербурге. Все дети получили хорошее образование. Семья Александра Александровича Желнина, в которой воспитывалось четверо детей, также жила в Петербурге, была обеспеченной, до революции имела прислугу.
В 1918 году дед Георгия умер, и его бабушка вернулась на родину. Но дом, где они раньше жили, при разделе города между двумя независимыми республиками, остался на территории Латвии, и Георгий с бабушкой, матерью, братом и сёстрами переехал в Эстонию, в соседний город Валга. Его отец воссоединился с семьёй в 1920 году.
Уже в первые школьные годы Георгию приходилось работать в дни летних каникул. После окончания в 1929 году Валгаской частной русской гимназии он служил в вооружённых силах Эстонии. Затем год работал на железной дороге с целью обеспечить себя финансово для поступления в университет. В 1936 году закончил математико-природоведческий факультет Тартуского университета с дипломом cum laude. Нашёл работу в качестве математика-счетовода в топографо-гидрографическом отделении эстонской армии. В 1938–1940 годах обучался на курсах военных топографов, сначала в звании младшего сержанта, затем — энсина и по окончании военной школы получил звание младшего лейтенанта с правами профессионального офицера. В 1940 году приступил к работе в армии геодезистом. С первых дней Второй мировой войны принимал участие в сражениях по освобождению Эстонской ССР от немецко-фашистских захватчиков в составе Эстонского стрелкового корпуса.  
Закончил воинскую службу в 1946 году, с этого же года — на научной работе.

## Научно-исследовательская работа
Области исследований: современное движение земной коры на территории Эстонии; история науки. 
В 1946–1947 годах — ассистент на кафедре физики в Таллинском политехническом институте; в 1947–1951 годах — научный сотрудник Института физики, математики и механики  Академии Наук ЭССР (с 1952 года — Институт астрофизики и атмосферной физики (FAI), с 1973 года — Институт физики Тартуского университета (FI)); в 1951–1953 годах — научный секретарь FAI; в 1951–1954 годах был также преподавателем на кафедре геодезии Тартуского университета; в 1953–1978 годах — старший научный сотрудник и руководитель сектора геодезии FAI (FI); с 1978 года — старший инженер FI.
В послевоенные годы стал руководителем геодезических работ в Эстонии и международно признанным исследователем движений земной коры. Разработал и впервые использовал в Эстонии  метод повторного нивелирования для объяснения характера современных тектонических движений. Благодаря его деятельности Эстония стала признанным центром таких исследований.
В 1951 году Георгий Желнин защитил в Московском институте инженеров геодезии, аэрофотосъемки и картографии диссертацию «Основные астрономо-геодезические работы на территории Эстонской ССР с 1811 по 1940 год», и ему была присвоена учёная степень кандидата физико-математических наук.
В 1952 году началась подготовка к повторному нивелированию трасс, созданных и промеренных в Эстонии в 1930–1940-х годах. При непосредственном участии и руководстве Георгия Желнина были с высокой точностью выполнены промеры протяжённостью почти 2500 километров. В 1960 году по инициативе Георгия Желнина была создана Прибалтийская комиссия по неотектонике, которая вместе с региональными подразделениями Геоморфологической комиссии РАН участвовала во Всесоюзных конференциях по проблемам геоморфологической науки и организовывала Международные симпозиумы. Результатом проведённых работ стало составление карт изобаз территории Эстонии, которые дают основательную информацию о характере вертикальных движений земной коры. 
В области истории науки Георгий Желнин успешно изучал развитие астрономии и геодезии и в числе прочего составил подробный обзор истории эстонской астрономии на эстонском и русском языках. Был членом Эстонского отделения Объединения советских историков природоведения и техники. В 1959 году Президиумом Астрономического Совета Академии Наук СССР был введён в состав комиссии по истории астрономии.

## Публикации
Список научных публикаций Георгия Желнина насчитывает 72 статьи, из них 37 посвящены современным вертикальным движениям земной коры и 35 — истории науки, среди них:
- Возможности определения вертикального смещения земной поверхности на территории ЭССР по данным повторных нивелировок. // Известия АН ЭССР. Физ-мат. (1957).
- Secular vertical crustal movements in the North-Western part of the USSR and their relation to similar movements in Finland. // Bull. Geod. 62 (1961).
- On the recent movements of the Earth´s surface in the Estonian SSR. // Ann. Acad. Sci. Fennicia A III. Geol.-Geogr. 90 (1966).
- Tartu Tähetorni tegevus aastail 1919–1940. // Tähetorni Kalender 1970. aastaks. — Tallinn, 1969.
- Астрономическая обсерватория Тартуского (Дерптского, Юрьевского) университета (1805–1948). — Тарту, 1969.
- Новая карта изобаз территории ЭССР. // Современные движения территории Прибалтики (соавтор Л. Валлнер). — Тарту, 1975.
- Особенности современных движений территории ЭССР и влияние Осмуссаареского землетрясения (соавторы Л. Валлнер, А. Торим). // Современные движения земной коры. — Тарту, 1983.

## Общественная работа
Принимал активное участие в общественной работе, долгое время будучи заседателем Тартуского городского народного суда, заседателем Верховного суда Эстонской ССР, членом партийного бюро института и участником группы народного контроля.

## Награды, звания и премии
- 1944 — Орден Красной Звезды[6]
- 1972 — Премия Советской Эстонии за цикл работ «Современные движения земной коры в ЭССР»[4][5]
- 1976 — Заслуженный деятель науки Эстонской ССР[5]
- 1985 — Орден Отечественной войны II степени[6]

Был также награждён несколькими медалями, в том числе медалью «За победу над Германией в Великой Отечественной войне 1941–1945 гг.», и Почётными грамотами.

## Семья
- прадед Тимофей Исаевич Желнин, родом из Белоруссии, строитель,
- прадед Абрам Михайлович Ушаков (1825—1917), выходец из крестьян, предприниматель в области коммерческого огородничества и цветоводства, благотворитель, потомственный почётный гражданин Санкт-Петербурга;
- дед Александр Тимофеевич Желнин, офицер лейб-гвардии (ум. 1918);
- дед Арсений Абрамович Ушаков, петербургский предприниматель, его жена умерла от голода во время блокады Ленинграда;
- бабушка Екатерина Адамовна Желнина (в девичестве Виллемсон), родом из Валка, воспитанница баронессы Рухтерштейн;
- отец Александр Александрович Желнин, инженер-технолог, после 1920 года школьный учитель;
- мать Валентина Арсеньевна Желнина (в девичестве Ушакова), закончила высшие женские педагогические курсы (по специальности не работала);
- брат Вадим Александрович Желнин[эст.] (1909–1996), орнитолог, зоотехник, фенолог;
- сёстры Валентина Александровна Желнина (род. 1914, в замужестве Орехова), Людмила Александровна Желнина (род. 1912);
- сын Дмитрий Георгиевич Желнин, врач[2][5].